# Avertizor de integritate
Avertizorul de integritate (whistleblower din engleză, într-o traducere aproximativă, cel care suflă în fluier) este un informator, o persoană care aduce la cunoștința publicului sau autorităților activități imorale sau ilegale petrecute într-un departament guvernamental, o organizație publică sau privată, ori o firmă.  Informațiile despre activitățile ilegale care sunt oferite de un avertizor de integritate pot fi de mai multe tipuri: încălcarea legii, încălcarea regulilor sau regulamentului unei companii, o amenințare a interesului public sau a securității publice, precum și fraudă sau alte forme de corupție.  Cei care se hotărăsc să devină avertizori de integritate pot alege să aducă informațiile la suprafață in două moduri: intern sau extern. Pe plan intern, un avertizor poate raporta neregulile observate altor persoane din cadrul acelei organizații, cum ar fi managerul superior. Pe plan extern, un avertizor poate aduce acuzațiile la lumină prin contactarea unor organizații externe, cum ar fi mass-media, guvernul sau forțele de ordine. 
Avertizorii de integritate, se confrunta adesea cu represalii de la cei care sunt acuzați de presupusa ilegalitate. De aceea, în multe țări există legi pentru protecția avertizorilor de integritate, dar această formă de protecție nu îi poate apăra de toate problemele cu care se vor întâmpina. Avertizorii de integritate se pot confrunta cu acțiuni în justiție, plângere penală, stigmă socială, pierderea locului de muncă sau a poziției deținute. Alte două clasificări ale modului de avertizare sunt legate de tipul de organizații la care cineva denunță nereguli: sectorul privat sau sectorul public. În fiecare categorie, obstacolele cu care avertizorii de integritate se întâmpină pot fi diferite. Avertizarea de nereguli în sectorul public poate să conducă la acuzații penale și posibilă închisoare. Pe de altă parte, avertizarea de nereguli în sectorul privat poate duce la pierderea jobului și acuzații legale și civice.

## Tipuri de avertizări

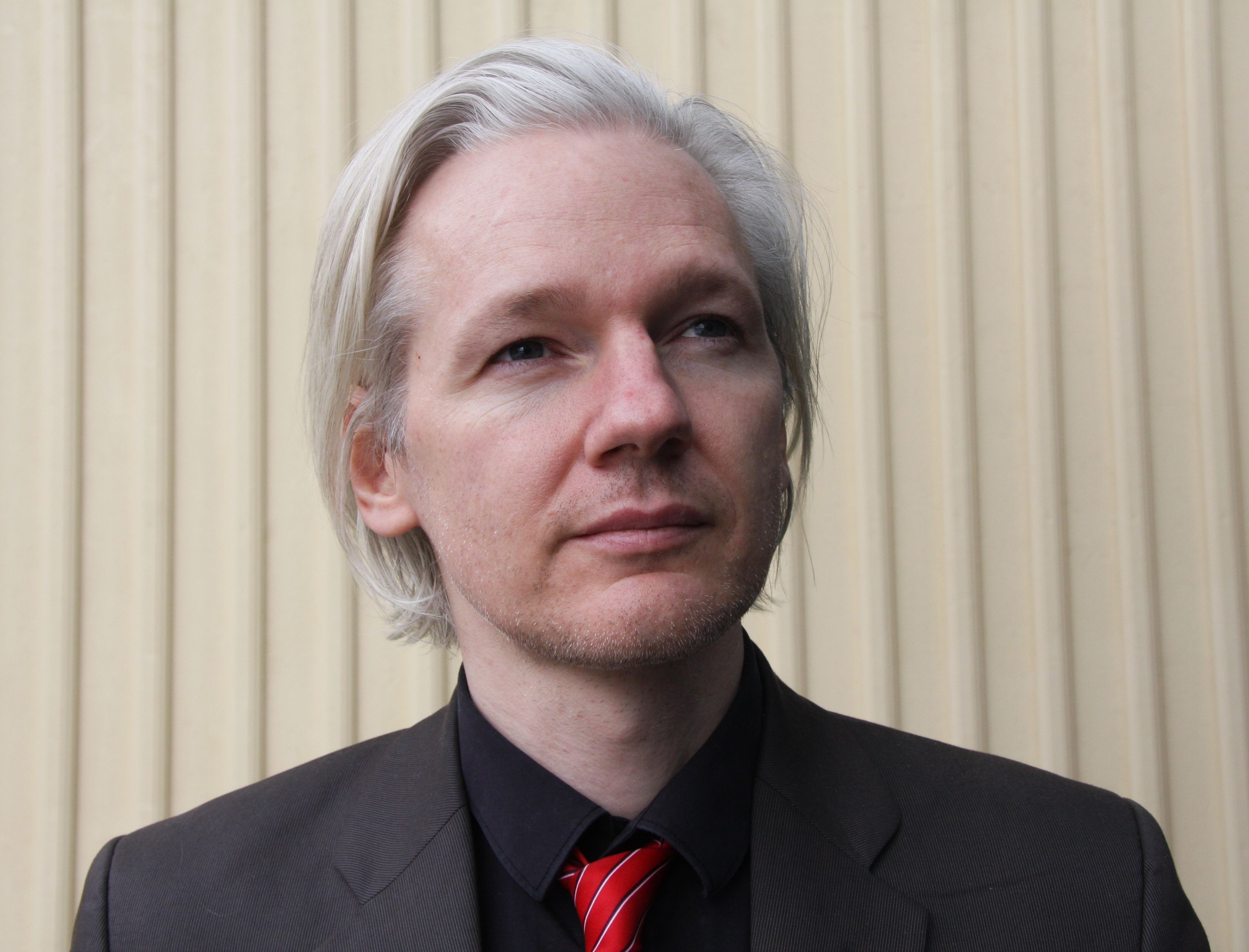
Julian Assange, purtătorul de cuvânt și editorul-șef al WikiLeaks, site ce prezintă informații oferite de avertizori de integritate sub protecția anonimatului.

### Interne
Majoritatea avertizorilor de integritate sunt interni, ce raportează o abatere a unui coleg sau superior din cadrul firmei prin  mecanisme de raportare anonimă precum linii speciale de asistență telefonică. Este interesant de studiat circumstanțele în care oamenii raportează sau acționează la fața locului pentru a opri ilegalități sau comportamente inacceptabile. În general, este mai probabil ca oamenii să ia măsuri cu privire la ilegalități dacă există sisteme de plângere, care nu oferă doar niște opțiuni standard dictate de dinainte, ci flexibilitate și confidențialitate absolută.
Mecanisme de raportare anonime, precum cele menționate anterior, contribuie la promovarea unui climat în care angajații sunt mai predispuși să raporteze sau să caute îndrumare în ceea ce privește ilegalități reale sau potențiale, fără teamă de represalii. Noul standard ISO 37001 – sisteme de management anti-fraudă, include mecanisme de raportare anonimă ca unul dintre criterii.

### Externe
Avertizorii de integritate externi raportează abaterile unor angajați către alte persoane sau entități externe. În aceste cazuri, în funcție de natura informațiile și severitatea faptelor, denunțătorii pot raporta abatere la avocați, mass-media, poliție, agenții de pază sau agenții anticorupție/antifraudă locale și naționale. În unele cazuri, denunțările externe sunt încurajate prin oferirea unor recompense monetare.

### Folosirea unor servicii speciale
Acest tip de avertizare presupune utilizarea unei agenții externe de specialitate pentru a informa abateri ale unor persoane din managementul superior sau ale unor funcționari de rang înalt, care dețin multă influență, fără a dezvălui identitatea denunțătorului. Acesta este un fenomen relativ nou și a fost dezvoltat ca urmare a lipsei de protecție pentru avertizorii de integritate. Exemple de astfel de organizații includ Whistleblowing International Network sau International Whistleblowers.
Un număr tot mai mare de companii și autorități folosesc servicii de specialitate în care denunțătorul este anonim, inclusiv față de serviciul de avertizare. Acest lucru este posibil prin apelul gratuit la numere de telefon special configurate pentru a nu înregistra originea apelului avertizorului sau prin soluții web care aplică soluții de criptare asimetrice.

### Avertizarea în sectorul privat
Avertizarea de nereguli în sectorul privat nu este în general la fel de vizibilă ca cea din sectorul public. Cu toate aceastea, aceasta este mult mai răspândită și suprimată în societatea de astăzi, pentru că corporațiile private au, de obicei, reglementări mai stricte care suprimă avertizorii. Un exemplu avertizare din sectorul privat este atunci când un angajat raportează nereguli unui manager sau unor entități externe, cum ar fi poliției sau agențiilor antifraudă. Situații în care o persoană raportează nereguli pot varia de la comportament neadecvat (e.g. hărțuire sexuală, limbaj vulgar) sau furt până la spălare de bani sau acuzații de fraudă la bursa de valori. Denunțarea de ilegalități în sectorul privat nu are așa multă notorietate și de multe ori nu apare la știri, cu excepția unor încălcări ale drepturilor omului sau exploatarea muncitorilor.  Chiar dacă în multe țări există legi și organizații care protejează avertizorii de integritate, mulți angajați încă se tem pentru locurile lor de muncă din cauza amenințărilor de la angajatorii lor sau a altor părți implicate (vezi șantaj). Într-un efort de a depăși aceste temeri, Statele Unite a dat în 2010 Actul de Reformă Dodd–Frank Wall Street privind protecția avertizorilor de integritate, care printre altele oferă stimulente mult mai mari pentru a face dezvăluiri. De exemplu, dacă un avertizor oferă informații care ar putea fi utilizate legal pentru a recupera peste un milion de dolari, atunci ei ar putea primi între 10-30% din sumă.
În ciuda eforturilor depuse de guvern pentru a ajuta la protejarea avertizorilor de integritate, aceștia trebuie să-și cântărească bine opțiunile. Fie expun compania și beneficiază de respect moral și etic din partea celorlalți fără pierderea jobului; fie expun compania și își pierd locul de muncă, reputația și chiar posibilitatea de a fi angajați din nou. Potrivit unui studiu de la Universitatea din Pennsylvania, din trei sute de informatori studiați, 69% dintre ei au fost fie concediați sau au fost siliți să se pensioneze după ce au raportat nereguli ale companiei. 

## Consecințe

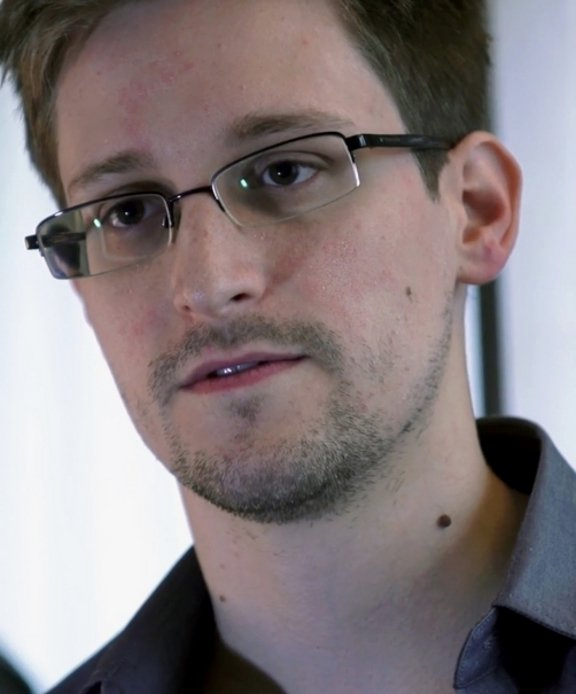
Edward Snowden, este un avertizor de integritate nord-american care a expus spionajul generalizat practicat de agenția americană guvernamentală NSA. În prezent el este urmărit de serviciul secret american, fiind acuzat de înaltă trădare.

Rănirea corporală, pierderea reputației sau alte amenințări sunt pericolele pe care avertizorii de integritate le-ar putea întâlni. Dezvăluirea identității avertizorului i-ar putea pune acestuia viața în pericol. Aceste pericole sunt alimentate și de mass-media, ce folosește cuvinte precum "trădător" sau "trădare" ce se asociază apoi cu avertizorii de integritate. Există multe țări din întreaga lume, precum Statele Unite, care aplică pedeapsa cu moartea pentru trădare, chiar dacă avertizorul nu a cauzat nimănui vreun rău fizic.

### Impactul psihologic
Există puține studii despre consecințele psihologice ale avertizării de integritate. Cu toate acestea, experiențele prin care trec aceștia pot avea efecte negative asupra sănătății lor. Atunci când aceștia încearcă să raporteze neregulile, de multe ori se lovesc de un zid de tăcere și ostilitate din partea managementului sau a colegilor. Mulți avertizori simt stres copleșitor și persistent, ajung să consume mult alcool sau droguri, au comportament paranoid la locul de muncă, stare acută de anxietate, coșmaruri, flashback-uri și gânduri negative. Unii dintre aceștia ajung să sufere de depresia, iar gânduri de sinucidere pot să apară la aproximativ 10% dintre aceștia.  Simptomele aferente au multe dintre caracteristicile sindromului de stres posttraumatic, deși nu este mereu clar dacă trauma experimentată de către avertizorii de integritate atinge pragul necesar pentru diagnostic.
Impactul psihologic asupra avertizorilor poate fi accentuat și de intențiile rele ale celor care sunt acuzați de ilegalități. De exemplu, cei care sunt acuzați pot să încerce să distrugă cariera avertizorului lansând informații false. Aceasta tehnică, denumită gaslighting (din eng.) este o abordare comună și neconvențională utilizată de organizații pentru a "gestiona" angajații care cauzează dificultate prin problemele pe care le expun. Aceasta tehnică presupune manipularea informatorilor prin "plantarea" unor sâmburi de îndoială ce i-ar putea face pe aceștia să se îndoiască de memoria lor sau de sănătatea lor mentală. În cazuri extreme, un manager poate convinge pe ceilalți că avertizorul nu este sănătos mintal. 

## Situația din România
România are încă din 2004 o lege specială privind protejarea avertizorilor de integritate – "Legea nr. 571/2004 privind protecția personalului din autoritățile și instituțiile publice ce dezvăluie încălcări ale legii". Aceasta este adesea numită "legea română de protejare a avertizorilor", și a fost prima țară din sistemul legislativ continental care a dat o lege cuprinzătoare privind protecția avertizorilor de integritate.
Cu toate acestea, trebuie menționat că legea de protejare a avertizorilor de integritate se aplică numai la personalul din sectorul public, în timp ce salariații din sectorul privat nu sunt protejați de această lege. Salariații din sectorul privat pot fi în unele cazuri protejați de legislația generală a muncii sau de legislația de protecție a martorilor, atunci când aceștia întâmpină represalii sau obstacole din cauza informațiilor dezvăluite (cum ar fi concedieri abuzive sau în cazul în care sunt chemați ca martori pentru a raporta infracțiuni sau alte încălcări de lege).
În România, legislația de protecție a avertizorilor de integritate din sectorul public a apărut ca urmare a unei campanii de lobby inițiate de către organizația nonguvernamentală Transparency International România, ca parte a unui proiect mai amplu, menit să consolideze și să îmbunătățească integritatea din sectorul public.

## Lista de informatori
| An   | Persoană             | Organizație denunțată                                 | Acțiune |
| ---- | -------------------- | ----------------------------------------------------- | --- |
| 2007 | John Kiriakou        | Central Intelligence Agency                           | Într-un interviu acordat pe 10 decembrie, ofițerul CIA Kiriakou a dezvăluit că agenția folosea tehnica de waterboarding asupra deținuților, ceea ce constituie tortură. A fost condamnat pentru încălcarea Legii privind Protecția Identităților de Informații și a fost condamnat, pe 25 ianuarie 2013, la 30 de luni de închisoare pentru transmiterea unui agent secret CIA către un jurnalist. După ce a executat primele luni de detenție, el a scris o scrisoare deschisă despre condițiile inumane din penitenciar.                                           |
| 2008 | Anat Kamm            | Forțele de Apărare ale Israelului                     | A divulgat documente presei care au dezvăluit că IDF (Armata Israeliă) se ocupa în asasinări extrajudiciare. În timp ce lucra ca asistent în biroul Comandamentului Central, Kamm a copiat în secret documente clasificate pe care le-a transmis după încheierea serviciului militar. Scurgerea de informații sugera că IDF a încălcat o hotărâre a instanței împotriva asasinării militanților căutați în Cisiordania, care ar fi putut fi arestați în siguranță. Kamm a fost condamnată pentru spionaj și furnizarea de informații confidențiale fără autorizație. |
| 2008 | Rudolf Elmer         | Julius Bär Group AG                                   | Elmer a fost angajat al băncii elvețiene Julius Bär până în 2002 când a fost concediat. În 2008, acesta a transmis documente secrete către WikiLeaks. Documentele detaliau activitățile băncii Julius Bär în Insulele Cayman și presupusa evaziune fiscală. Condamnat în Elveția în ianuarie 2011, a fost arestat din nou imediat pentru că a distribuit date obținute ilegal către WikiLeaks. Banca susține că Elmer a falsificat dovezi pentru a sugera evaziunea fiscală.                                                                                         |
| 2010 | Chelsea Manning      | Armata Statelor Unite ale Americii                    | Ca și analist al serviciilor de informații ale armatei SUA, Chelsea a dezvăluit cel mai mare număr de documente clasificate. Documentele au fost recunoscute sub numele de Jurnalele Războiului din Irak și Jurnalele Războiului din Afganistan. Manning a fost condamnată pentru încălcarea Legii privind Spionajul și alte infracțiuni la 35 de ani de închisoare. |
| 2011 | Michael Woodford     | Olympus Corporation                                   | Ca și președinte al corporației, acesta a dezvăluit cum Olympus ascundea pierderile trecute și compensau prin plăți excesive de taxe. |
| 2012 | Antoine Deltour      | PricewaterhouseCoopers                                | Deltour a dezvăluit 28.000 de pagini de documente confidențiale care arătau cum companiile multinaționale dirijau fonduri pentru a reduce taxele fiscale, ceea ce a dus la Luxemburg Leaks. Conform legii din Luxemburg, aranjamentele nu erau ilegale. |
| 2013 | Edward Snowden       | National Security Agency                              | Snowden a dezvăluit materiale clasificate despre programele top-secrete ale NSA, precum programul de supraveghere PRISM către The Guardian și The Washington Post în iunie 2023. |
| 2014 | Howard Wilkinson     | Danske Bank                                           | Un angajat intern al Danske Bank a depus mărturie în fața Parlamentului danez despre un sistem de spălare de bani de 200 de miliarde de dolari. |
| 2015 | John Doe             | Mossack Fonseca                                       | Acest whistleblower anonim a dezvăluit Panama Papers către un ziar german. Acestea conțineau 11.5 milioane de documente despre activitățile firmei de avocatură Mossack Fonseca și clienții săi. |
| 2016 | Edgar Matobato       | Davao Death Squad                                     | În cadrul audierii, Matobato a povestit despre experiențele sale ca ucigaș și a relatat cum și-a omorât victimele în cadrul Echipei a morții din Davao între 1998 și 2008. El a povestit cum primarul Rodrigo Duterte a golit un Uzi în timp ce omora o victimă. |
| 2017 | Reality Leigh Winner | National Security Agency                              | A divulgat un raport de informații despre interferențele Rusiei în alegerile din Statele Unite din 2016. Ea a fost condamnată la cinci ani și trei luni de închisoare federală. |
| 2017 | Natalie Edwards      | Departamentul Trezoreriei Statelor Unite ale Americii | A informat BuzzFeed News despre numeroase rapoarte de activitate suspectă (SAR) despre Maria Butina, Rick Gates, Paul Manaford, Ambasada Rusiei din Statele Unite și o firmă rusă asociată cu spălarea de bani, Prevezon Alexander. Informațiile conțineau detalii despre implicarea Rusiei în alegerile prezidențiale din Statele Unite. |
| 2017 | Susan Rigetti        | Uber                                                  | Aceasta a scris o postare despre hărțuirea sexuală la Uber și cum departamentul de resurse umane a refuzat să îl pedepsească pe fostul ei manager pentru hărțuire. Investigațiile externe au confirmat relatarea acesteia și au dus la multiple concedieri, inclusiv a directorului general Travis Kalanick. |
| 2017 | Tyler Schultz        | Theranos                                              | A raportat fraudele și falsificarea dispozitivelor de testare medicală a startup-ului american Theranos, ceea ce a dus la arestarea fondatoarei Elizabeth Holmes. |
| 2018 | David Lochridge      | OceanGate                                             | Acesta a fost concediat de companie când a refuzat să semneze aprobarea pentru submarinul Titan. Submarinul a implodat în 2023 și a omorât toți cei cinci pasageri. |
| 2019 | Anonim               | Central Intelligence Agency                           | Pe 12 august 2019, un ofițer anonim al CIA a depus o plângere despre o promisiune făcută de Trump unui lider străin. Pe 18 septembrie, The Washington Post a dezvăluit povestea, iar pe 24 septembrie, Nancy Pelosi a anunțat o anchetă pentru demiterea președintelui, ceea ce a dus la scandalul Trump - Ucraina. Pe 5 februarie 2020, Senatul l-a declarat nevinovat pe Trump. |
| 2019 | Li Wenliang          | Spitalul Central Wuhan                                | Ca și oftalmolog la Spitalul Central Wuhan, el a avertizat despre pandemia de COVID-19 pe 30 decembrie 2019. Acesta a contractat virusul de la un pacient infectat și a murit din cauza infecției pe 7 februarie 2020. |
| 2019 | Curtis Ewbank        | Boeing                                                | Au divulgat informații referitoare la piese deteriorate și greșeli implicate în prăbușirile a două aeronave care au ucis 346 de oameni și au dus la aterizarea Boeing 737 MAX când sistemele de augmentare a caracteristicilor de manevrabilitate (MCAS) au fost activate. |
| 2020 | Frances Haugen       | Facebook                                              | A divulgat Facebook Files care includeau mii de documente interne despre cercetarea utilizatorilor și impactul acestora. |
| 2021 | Cher Scarlett        | Apple                                                 | Ea a raportat Apple pentru că utilizarea clauze de tăcere în pachetele de ieșire pentru a reduce la tăcere victimele hărțuirii și discriminării. |
| 2024 | John Barnett         | Boeing                                                | A depus plângeri privind sute de piese defecte fabricate pentru Boeing 737 MAX, care au dus ulterior la explozia unei uși a unui avion în zbor. |
| 2024 | Suchir Balaji        | OpenAI                                                | A publicat un eseu acuzând OpenAI, fostul său angajator, de utilizarea improprie a datelor protejate prin drepturi de autor în instruirea instrumentelor de IA, cum ar fi ChatGPT. Balaji a murit dintr-o împușcătură auto-provocată, iar corpul său a fost găsit în apartamentul său din San Francisco pe 26 noiembrie 2024. |